# You Give Love a Bad Name
«You Give Love a Bad Name» («Ты позоришь слово „любовь“») — песня американской рок-группы Bon Jovi c альбома 1986 года Slippery When Wet. В июле 1986 года она выходит отдельным синглом, предваряя сам альбом, который появится на прилавках в августе. Песня поднялась на 1 место в чарте Billboard Hot 100, став первым хитом номер 1 в США в истории группы Bon Jovi.

## История
К моменту работы над этой песней группа Bon Jovi уже издала два альбома и в 1984 году даже добиралась до 39 места в США с песней «Runaway», но за пределами своего родного Нью-Джерси (где они были большими звёздами) была малоизвестна.
К написанию песен для нового альбома Дерек Шулман с Polygram Records (лейбла, с которым они подписали контракт), привлёк Дезмонда Чайлда — поскольку Шулман считал, что ключом к успеху группы будут мощные припевы, а Дезмонд Чайлд был по ним мастером.
В самый первый день, как Чайлд, Джон Бон Джови и Ричи Самбора сели вместе писать песни, и была написана «You Give Love a Bad Name». Ещё один будущий хит — «Livin’ on a Prayer» — последовал через несколько недель. Дезмонд Чайлд в интервью вспоминал: «Это было магическое сотрудничество, искорка между нами пробежала сразу же».

## Релиз и приём публики
Песня поднялась на 1-e место в США, и следующий за ней сингл «Livin’ on a Prayer» тоже.

## Позиции в хит-парадах
Годовые чарты:
| Чарт (1986)                     | Позиция |
| ------------------------------- | ------- |
| США (Billboard Top Pop Singles) | 30      |